# Kuroshima, Okinawa

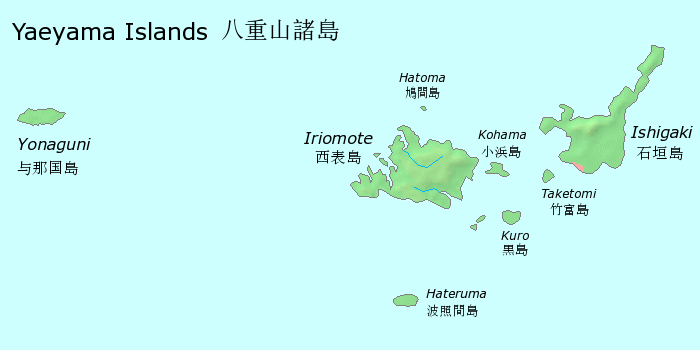
Bản đồ quần đảo Yaeyama

Kuroshima (黒島, Hắc đảo; tiếng Yaeyama: Fishiima tiếng Okinawa: Kurushima), là một hòn đảo thuộc thị trấn Taketomi, Okinawa, và là một quần của quần đảo Yaeyama. Hòn đảo có hình gần giống với biểu tượng của trái tim khi nhìn ở trên không và còn được gọi là "Đảo Trái tim".
Hòn đảo có diện tích 10 km² và dân số xấp xỉ 210 và năm 2006. Kuroshima là một hòn đảo tương đối bằng phẳng, điểm cao nhất cao 15 m so với mực nước biển.
Chăn nuôi gia súc là ngành kinh tế chính và một lễ hội bò sữa được tổ chức hàng năm. Thỉnh thoảng đảo cũng được gọi là "Đảo bò sữa" và số bò trên đảo vượt cả số cư dân. Hoạt động du lịch bao gồm lặn biển và tắm nắng.
Kuroshima có thể tiếp cận bằng phá từ Ishigaki vài lần mỗi ngày. Xe đạp được cho thuê ở một cảng nhỏ phía bắc hòn đảo. Tất cả các thắng cảnh trên đảo đều có thể tiếp cận dễ dàng chỉ bằng việc đi bộ. Có một vài nhà nghỉ (minshuku) tại Kuroshima. Trong làng, có một cửa hàng và bưu điện.

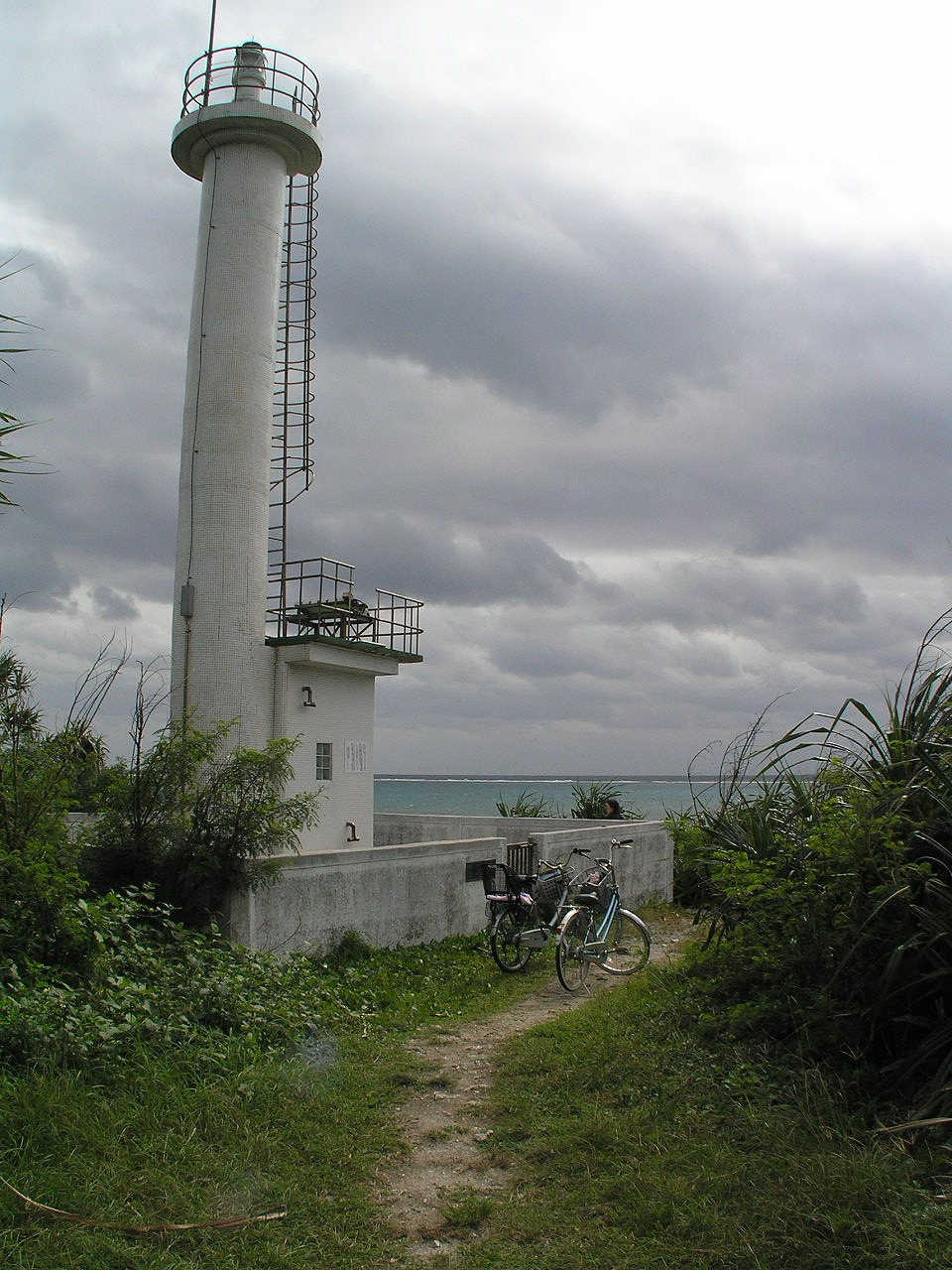
Hải đăng Kuroshima
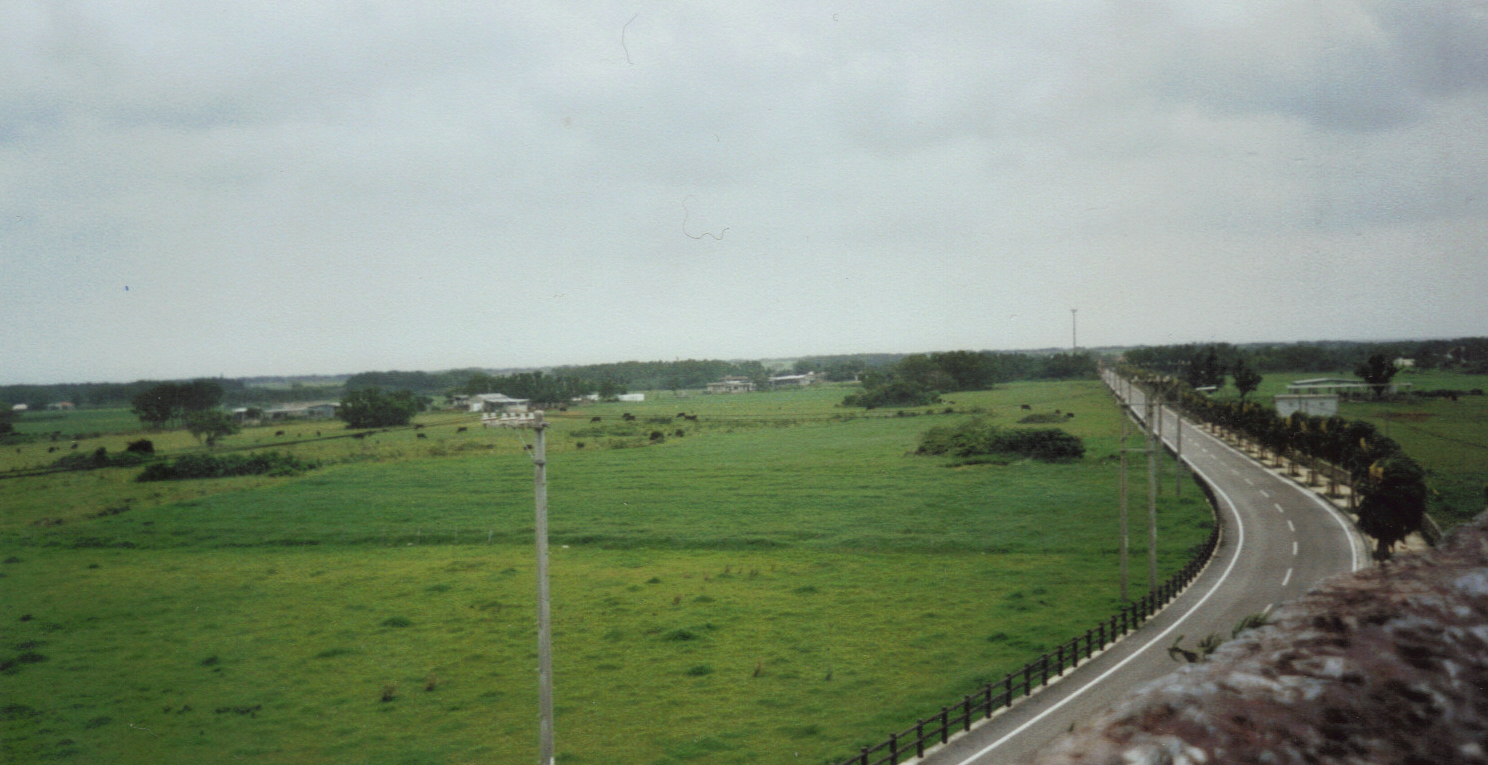
Địa hình
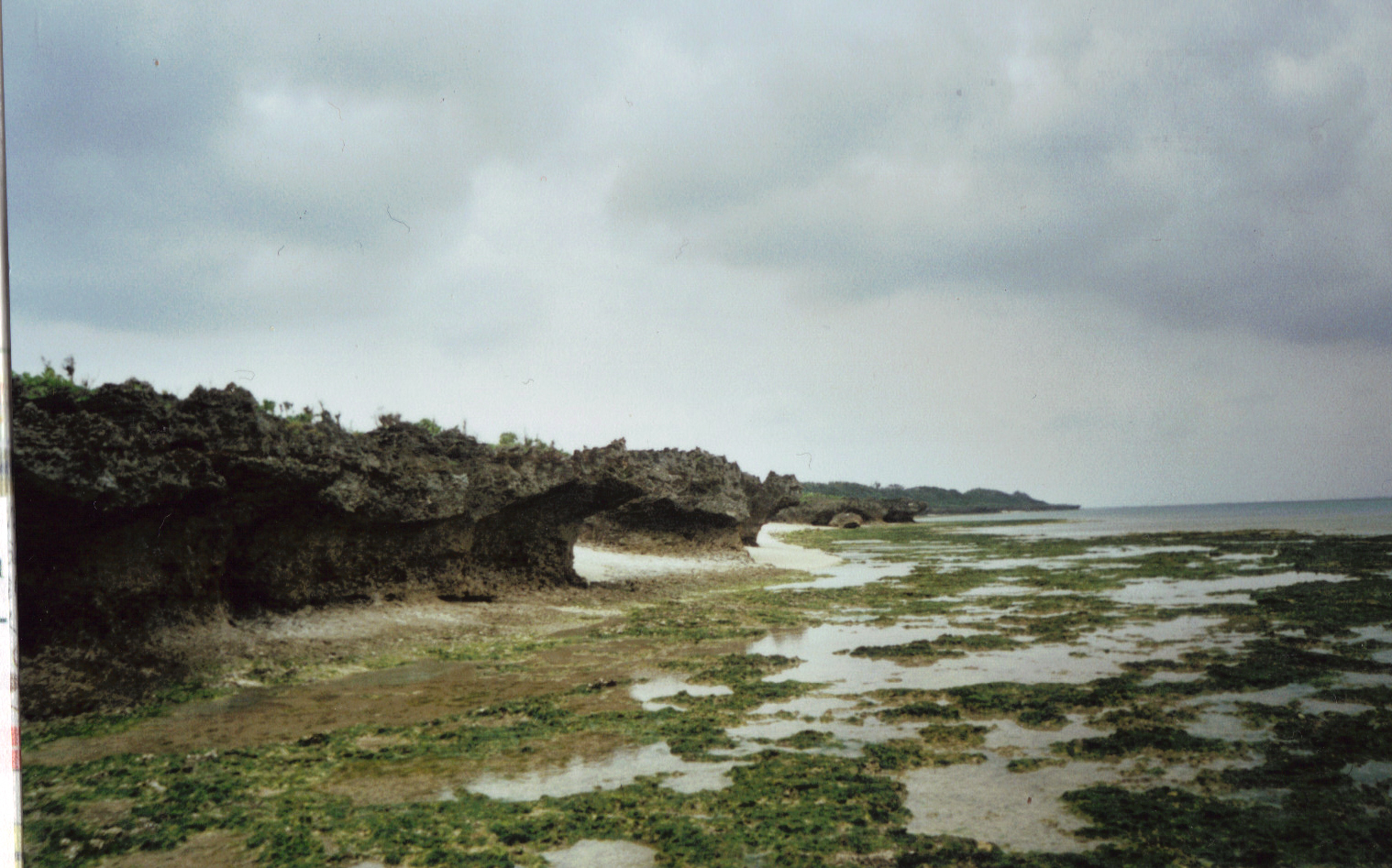
Bờ biển Nakamoto Kaigan
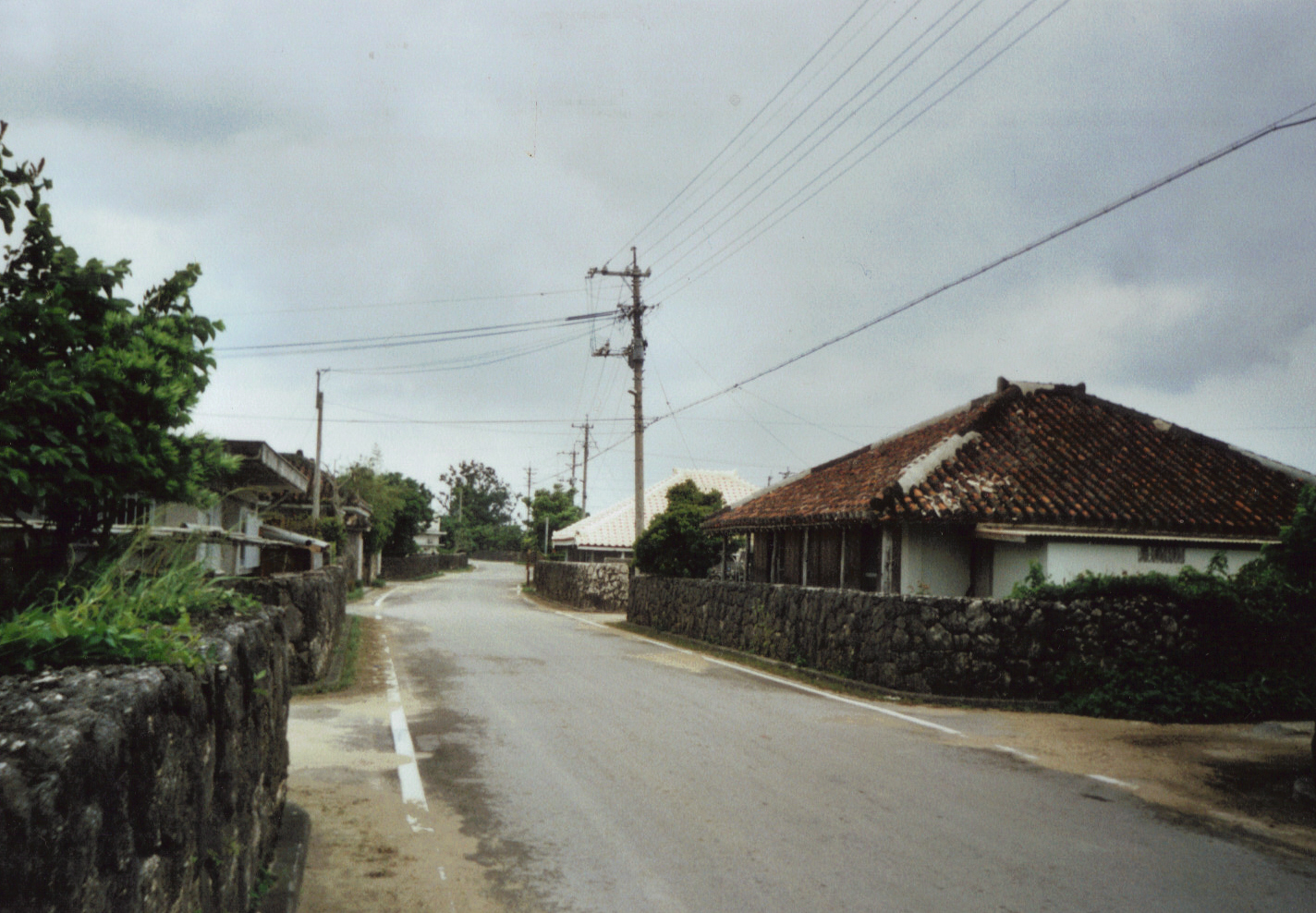
Đường chính của làng Kuroshima
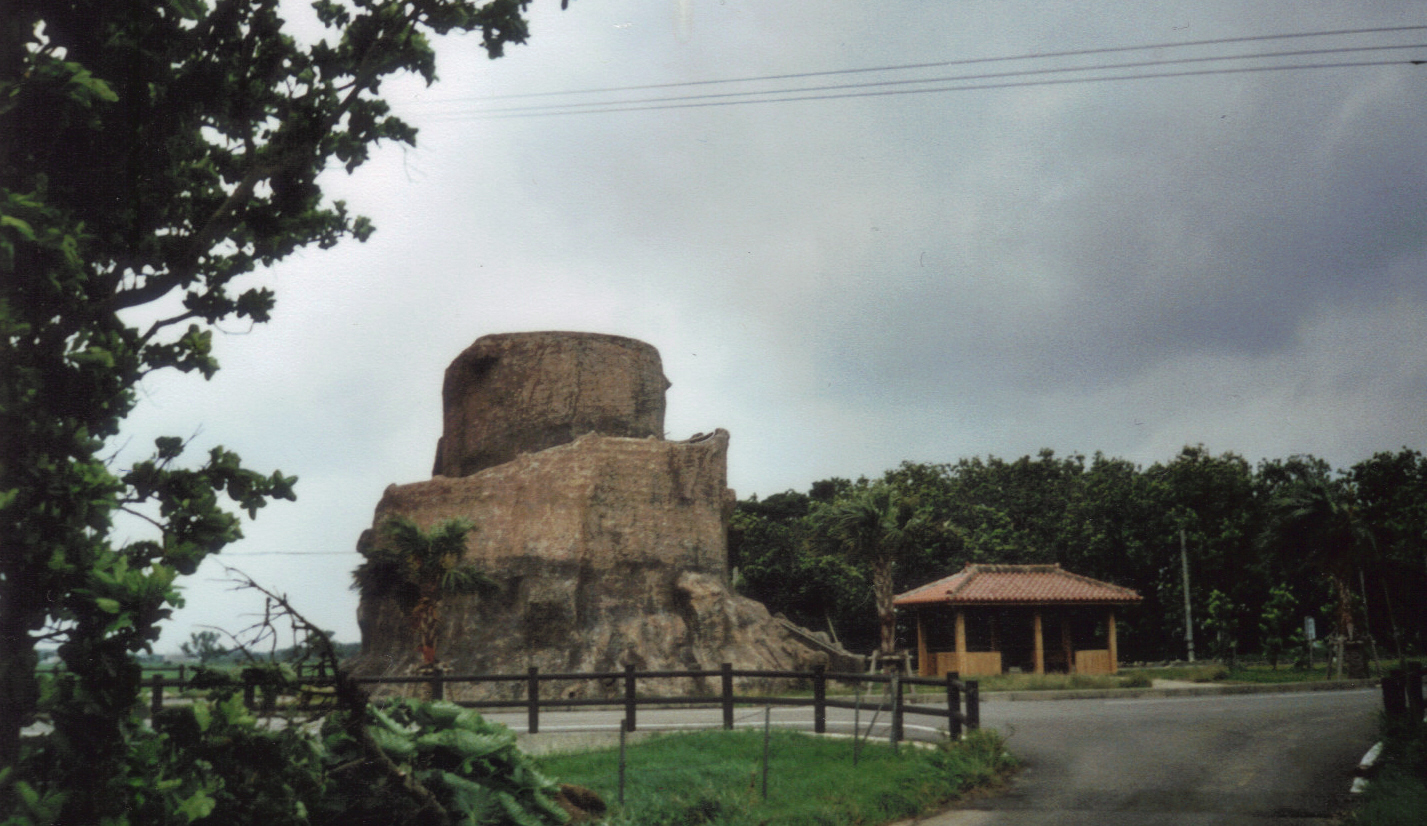
Tháp ở trung tâm đảo